# Mode de garde d'enfant
 (novembre 2020).

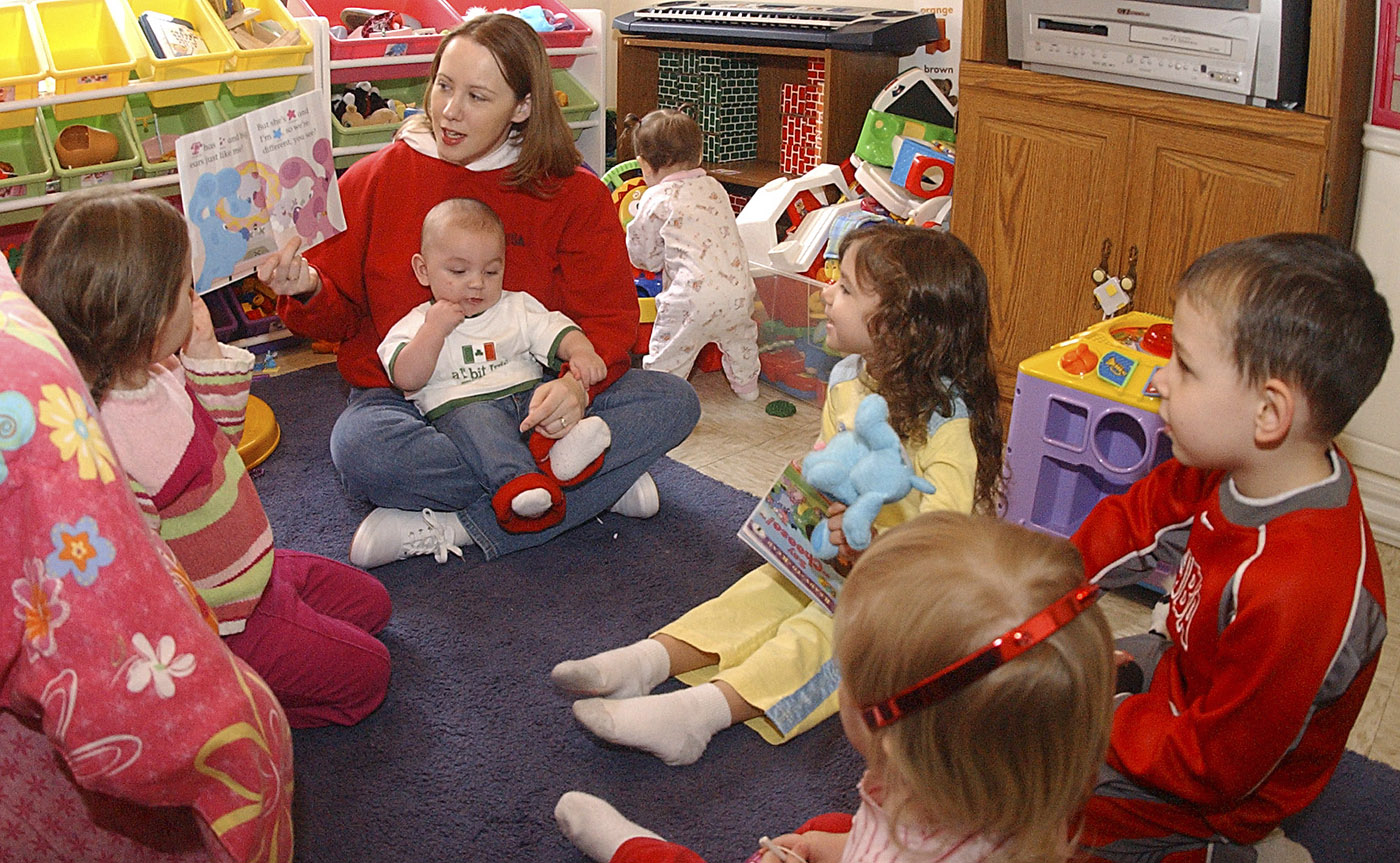
Des enfants au sein d’une crèche collective gardés par une assistante maternelle.

Il existe de nombreux modes de garde d'enfants, dont les noms diffèrent parfois suivant les pays. 
Seuls quelques-uns sont reconnus et parfois subventionnés.
Ce domaine professionnel étant encore, en 2025, quasiment exclusivement féminin, les termes "assistante maternelle" et "employée" sont ici utilisés.

## Les assistantes maternelles ou le service de garde en milieu familial
L'assistante maternelle, autrefois appelée nourrice, parfois appelée affectueusement nounou, est une professionnelle payée pour accueillir des enfants à son domicile ou en maison d'assistantes maternelles.
En France, depuis le 23 octobre 2018, elle doit avoir suivi une formation de 80 heures, à la charge du département, dans les 6 mois à compter de la demande d'agrément et avant tout accueil d'enfants. Dans les trois ans après le début de l'activité, elle devra suivre une formation complémentaire de 40 heures. Les 120 heures correspondent à l'EP1 du Certificat d'Aptitude Professionnelle Accompagnant Educatif Petite Enfance (CAP A.E.P.E.). Les assistantes maternelles peuvent se présenter à l'examen et ainsi obtenir une partie de ce diplôme qui permet de travailler en crèche.
L'assistante maternelle est « auditée » de temps en temps par la PMI. En 2019, le salaire net moyen des assistantes maternelles est de 3,52 euros net par heure par enfant. La France est le pays le moins cher d'Europe grâce à un système d'aides efficace : 119 euros par mois après aides pour une famille au revenu médian.
Au Québec, on parle officiellement de service de garde en milieu familial, mais le terme de gardienne d'enfant est régulièrement utilisé.

## La garde d'enfant à domicile ou garde partagée
C'est une employée de maison spécialisée (appelée auxiliaire parentale en France) qui garde le ou les bébés au domicile des parents.
Cette employée peut être rémunérée directement par les parents, ou être salariée d'une entreprise ou d'une association, agréée par l'état, qui proposent parfois du personnel qualifié et diplômé (obligatoirement, concernant le travail auprès d'enfants de moins de 3 ans) ainsi que d'autres garanties : sélection, assurance, remplacement, etc. En revanche si l'employée est directement rémunérée par la famille, il faut  qu'elle soit déclarée à l'URSSAF, et si elle est étrangère (d'un pays hors Union européenne) qu'elle ait une carte de séjour en règle.
Il peut ne s'agir que d'une seule famille faisant garder un ou plusieurs enfants ou de plusieurs familles se regroupant pour partager les frais. Dans ce dernier cas (appelé garde partagée en France), la garde peut se faire alternativement chez chaque famille ou chez une famille exclusivement.
Les structures privées de services à la personne doivent avoir obtenu l'agrément simple pour pouvoir prétendre à garder des enfants de plus de trois ans et un agrément qualité pour des enfants de moins de trois ans ou ayant un profil particulier (enfant en situation de handicap par exemple).
En France, ces modes de garde bénéficient d'une déduction fiscale de 50 % (selon l'article 199 du Code Général des Impôts ), et si les enfants ont moins de 6 ans, leur garde peut aussi être partiellement subventionnée par la CAF (dispositif PAJE : prestation d'accueil du jeune enfant). Le coût moyen net avant aides d'une heure de garde à domicile est de 9,12 euros en 2019.

## La crèche collective ou garderie
Une crèche collective est un lieu d'accueil collectif destiné aux enfants pré-scolaires, dès l'âge de 3 mois. Elles peuvent être publiques ou privées.
En France, le terme de « multi-accueil » se développe. Il concerne les crèches proposant également un accueil ponctuel (halte-garderie) ou péri-scolaire (enfants déjà scolarisés) comme le proposent de nombreux acteurs tels que People and baby.
Au Québec, le mot « crèche » étant plutôt utilisé pour les orphelinats, on emploie le terme de « garderie » ou bien de CPE (Centre de la petite enfance). La garderie est généralement un mode de garde privée, alors que les CPE sont sans but lucratif, et subventionnés par le gouvernement du Québec.

## La crèche familiale
En France, une crèche familiale est un établissement employant des assistantes maternelles agréées qui accueillent de un à trois enfants à leur domicile. L'avantage par rapport aux Assistantes maternelles classiques est qu'il n'y a pas de contrat de travail avec les parents ni de relation d'argent puisque ces assistantes sont employées et payées par des organismes tiers.

## Les Maisons d'assistante maternelles (MAM)
Il s'agit d'un regroupement de plusieurs assistantes maternelles agrées (4 maximum) qui choisissent de travailler ensemble au sein d'un même local. Tout comme une crèche, une MAM peut accueillir les enfants de 2 mois 1/2 à 3 ans et ainsi former une petite collectivité.  Ici, les assistantes maternelles sont salariées des familles employeurs, un contrat est signé individuellement entre chaque famille et une assistante maternelle. La MAM peut donc être un parfait idéal entre crèche et assistante maternelle à domicile. 

## Les autres modes de garde
Voici quelques-uns des modes de garde, souvent non subventionnés :
- Les grands-parents

## Voir également
- Équipement d'accueil du jeune enfant
- Séjour au pair